# Plajberk pri Beljaku
Plajberk pri Beljaku (nemško Bad Bleiberg) je naselje v Občini Plajberk pri Beljaku v Okraju Beljak-dežela na Koroškem v Avstriji.